# آبشار انگستلیگن
آبشار انگستلیگن (به انگلیسی: Engstligen falls) آبشاری است که در سوئیس واقع شده و ارتفاع کلی ریزشگاه آن ۶۰۰ متر (۱٬۹۶۹ فوت) است.